# Muhamed-šah Kadžar
Muhamed-šah Kadžar (perz. محمد شاه قاجار; Tabriz, 5. siječnja 1808. – Teheran, 5. rujna 1848.), šah Irana i treći vladar iz kadžarske dinastije.
Rođen je u Tabrizu na sjeverozapadu Irana, kao sin Abasa Mirze odnosno unuk Fateha Ali-šaha Kadžara. Političku karijeru započeo je kao guverner Iranskog Azarbajdžana, a šahom je postao nakon djedove smrti s obzirom na to da mu je otac umro godinu ranije. Dok su karijeru njegovog prethodnika Fateha Ali-šaha obilježili ratovi protiv Ruskog Carstva na Kavkazu, Muhamed-šah vodio je ratove protiv Britanskog Carstva na istoku s Heratom (današnji Afganistan) kao primarnim strateškim žarištem. Umro je zbog glihta u dobi od 40 godina i na mjestu vladara privremeno ga je nasljedila njegova žena Mahd-e Olia, a potom njegov najstariji sin Nasrudin-šah.
| Prethodnik:   | Iranski šah (kadžarska dinastija) (23. listopada 1834. - 5. rujna 1848.) | Nasljednik: |
| Fateh Ali-šah | Iranski šah (kadžarska dinastija) (23. listopada 1834. - 5. rujna 1848.) | Mahd-e Olia |